# Supermarine S.6
Dimensions
Le Supermarine S.6 est un hydravion monomoteur monoplace de course anglais des années 1920 construit par Supermarine. Le S.6 prolongeait la lignée d'hydravions de course Supermarine conçus pour la Coupe Schneider entre 1920 et 1930.

## Conception et développement

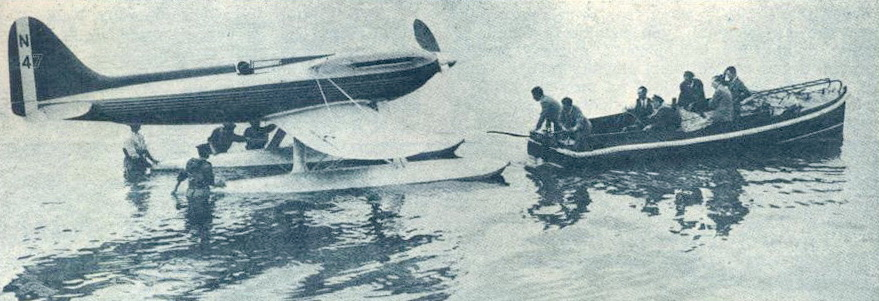
S.6 N247

Après le succès du Supermarine S.5 en 1927 à la Coupe Schneider R. J. Mitchell conçu son successeur, le Supermarine S.6 Spécification 8/28. Améliorant la conception du S.5, Mitchell utilisa une construction métallique. Bien que la filiation soit évidente avec le S.5, le nouveau design dut s'adapter à une nouvelle motorisation. Le moteur Napier Lion VIIB de 875 ch (650 kW) étant jugé inapte pour la poursuite du développement, le S.6 utilisa le nouveau moteur Rolls Royce R de 1900 ch (1417 kW). Pour résoudre les problèmes de refroidissement dus à une forte puissance, le S.6 avait des radiateurs de surface intégrés sur les flotteurs ainsi que sur les ailes. Mitchell s'arrangea également pour que le flux d'air passe au travers de la structure interne de l'aile.
Deux avions (numéros de série N247 et N248) furent construits à Woolston et livrés en août 1929, utilisés par la RAF High Speed Flight.

## Historique opérationnel
Les deux S.6 furent engagés en 1929 pour la Coupe Schneider à Calshot, en Angleterre.

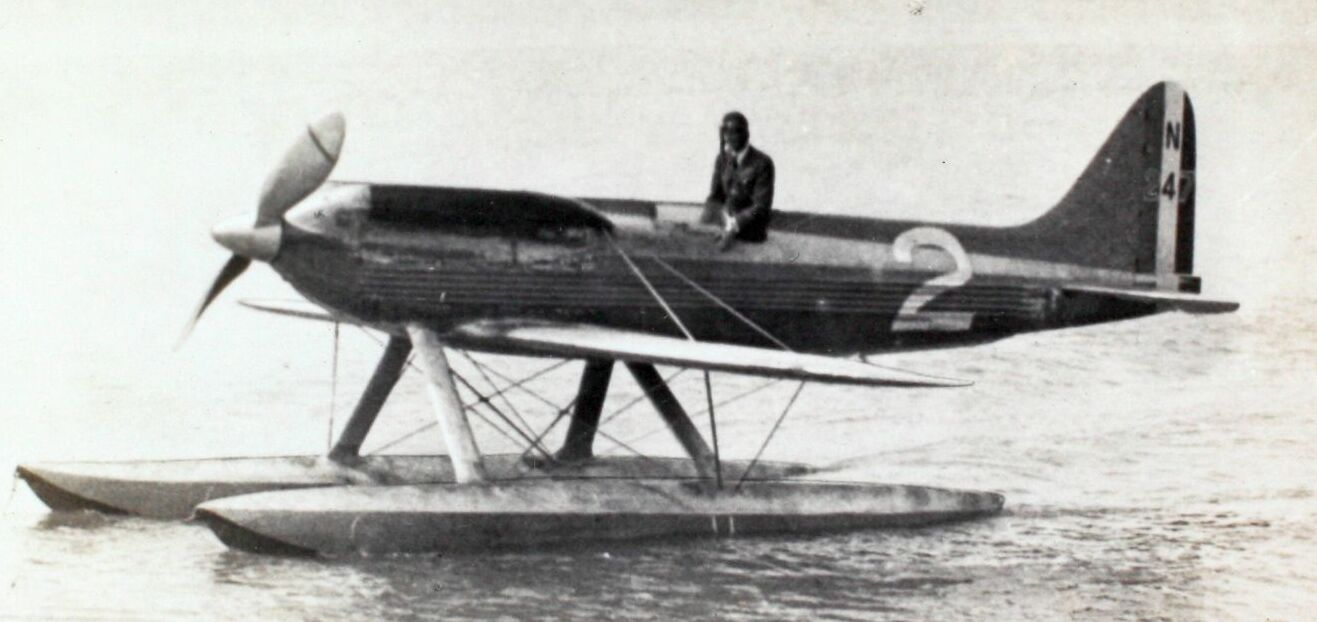
S.6 N247

N247 piloté par le lieutenant d'aviation H. R. D. Waghorn débuta le premier à une vitesse de 528,88 km/h.
N248 fut disqualifié lorsqu'il passa à l'intérieur de l'un des pylônes de marquage, mais néanmoins établi un record du monde en circuit fermé sur 50 et 100 km au cours de son passage.
Le gouvernement Britannique décida de retirer son soutien pour la Coupe Schneider de 1931, mais à la suite d'un tollé dans l'opinion publique le financement fut trouvé dans le secteur privé neuf mois à peine avant la course. Tout fut fait sur le S.6 pour obtenir du moteur Rolls-Royce R une puissance de 2 350 ch (1 750 kW).
Deux Supermarine S.6B furent construits. Les deux S.6 existants furent re-désignés comme S.6A avec de nouveaux flotteurs, l'ajout de zones de refroidissement et des éléments de contrôle de surface équilibrées statiquement. Les quatre S.6 furent motorisés de façon similaire avec neuf moteurs Rolls-Royce R partagés entre eux.
Bien que l'équipe Britannique n'ai pas de concurrents, la RAF High Speed Flight emmena les six avions Supermarine de la Coupe Schneider à Calshot Spit on Southampton pour la formation et l'entrainement :
- S.5 N219 (deuxième à Venise en 1927)
- S.5 N220 (vainqueur à Venise en 1927)
- S.6A N247 (vainqueur à Calshot en 1929)
- S.6A N248 (disqualifié à Calshot en 1929)
- S.6B S1595 (nouveau et non testé)
- S.6B S1596 (nouveau et non testé)

Le plan anglais pour la Coupe Schneider était de faire voler S.6B S1595 seul en course et si sa vitesse n'était pas assez élevé, ou en cas de défaillance mécanique, utiliser le plus éprouvée S.6A N248. Si S1595 et N248 échouaient dans leurs tentatives, le N247 de réserve serait utilisé. Le S.6B S1596 fut choisi pour tenter de battre le Record de Vitesse Aérien. Au cours de la formation N247 piloté par le Lieutenant de la Marine G. N. Brinton fut détruit dans un accident mortel au décollage, ce qui exclut tout autres plans avec seulement les deux S.6B et le seul S.6A restant préparé pour la finale de la Coupe Schneider. N248 resta en réserve pour la course de 1931 à Calshot mais ne vola pas durant la course.

## Avion conservé
Jusque dans les années 1960, S.6A N248 était désigné incorrectement comme S.6B S1596 comme attraction touristique dans un bâtiment adjacent au Southampton Royal Pier. Restauré en 1983 et repeint dans sa version originale de 1931, N248 est aujourd'hui exposé au Solent Sky museum à Southampton, en Angleterre.

## Opérateur
Royaume-Uni
- Royal Air Force
- High Speed Flight

## Galerie

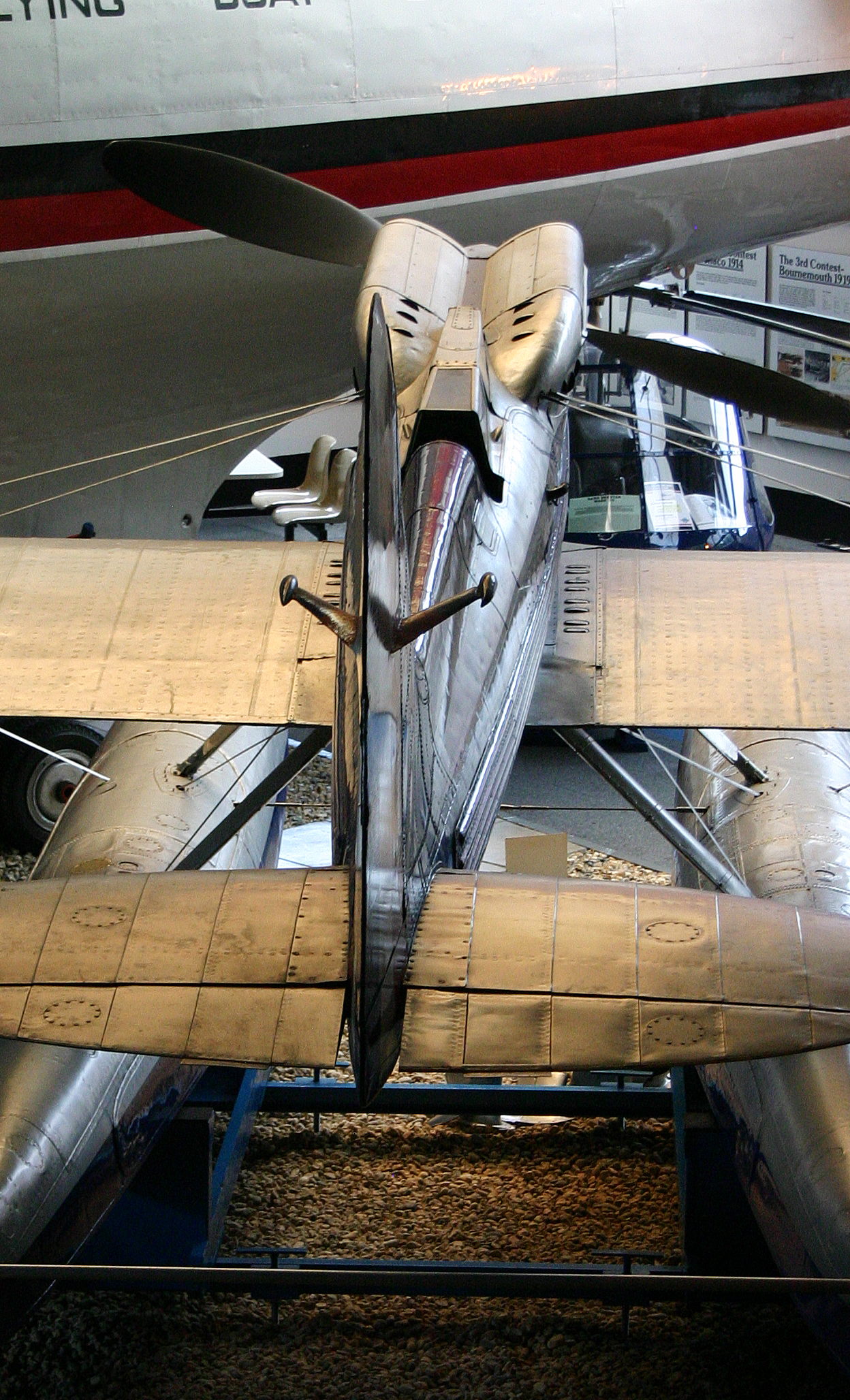
S.6A N248
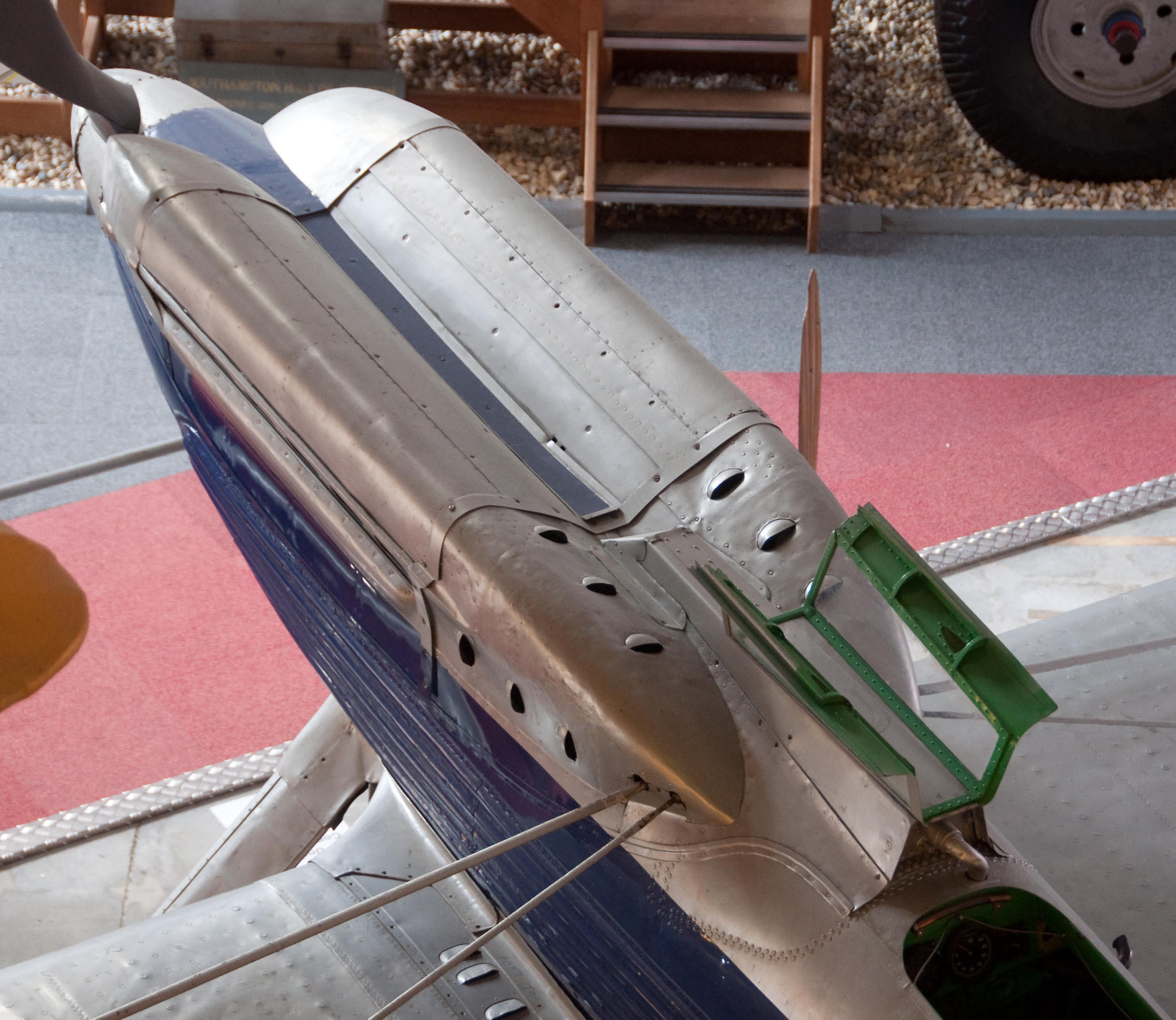
Vue donnant une indication de la vision du pilote vers l'avant
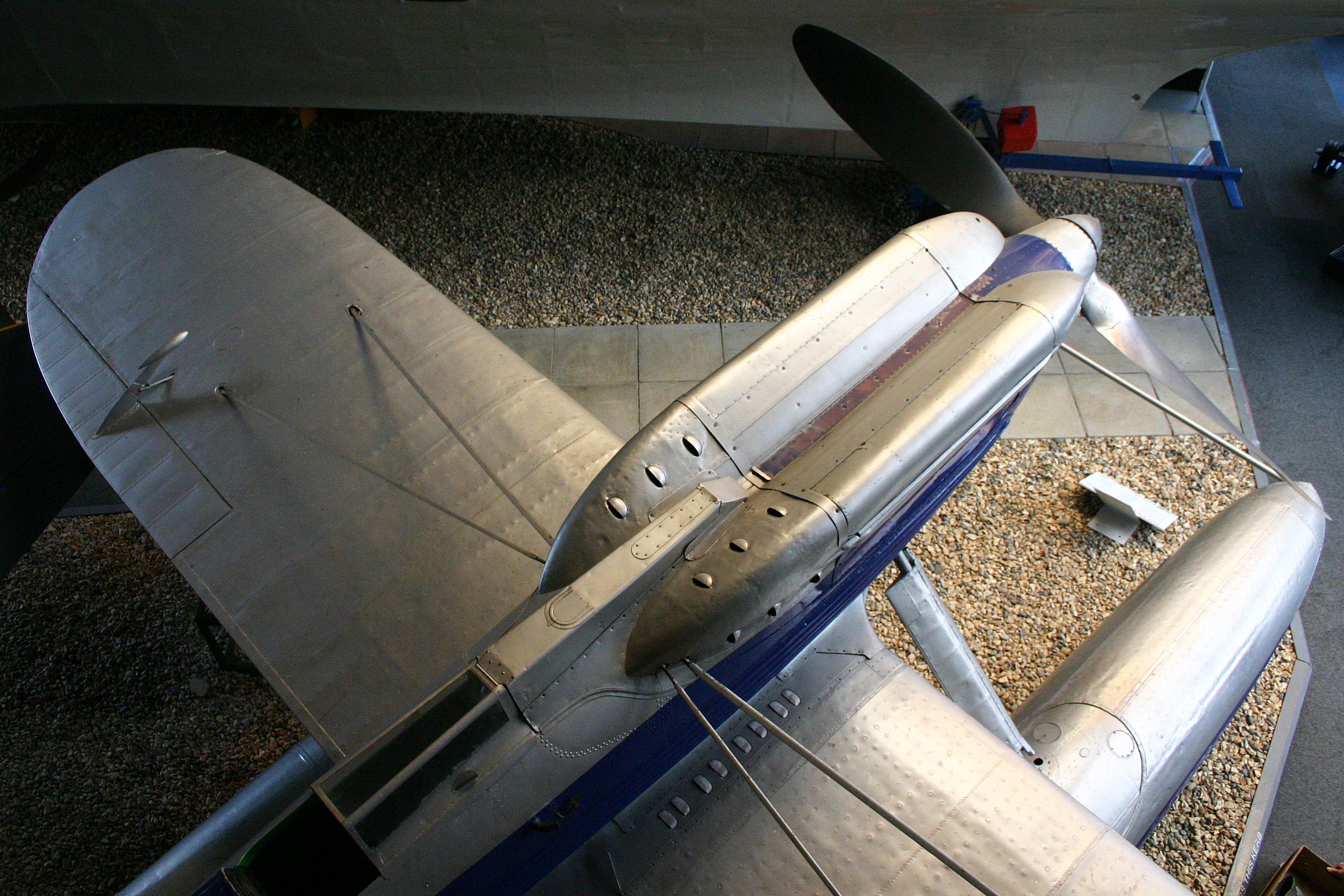
S.6A N248 vue dessus
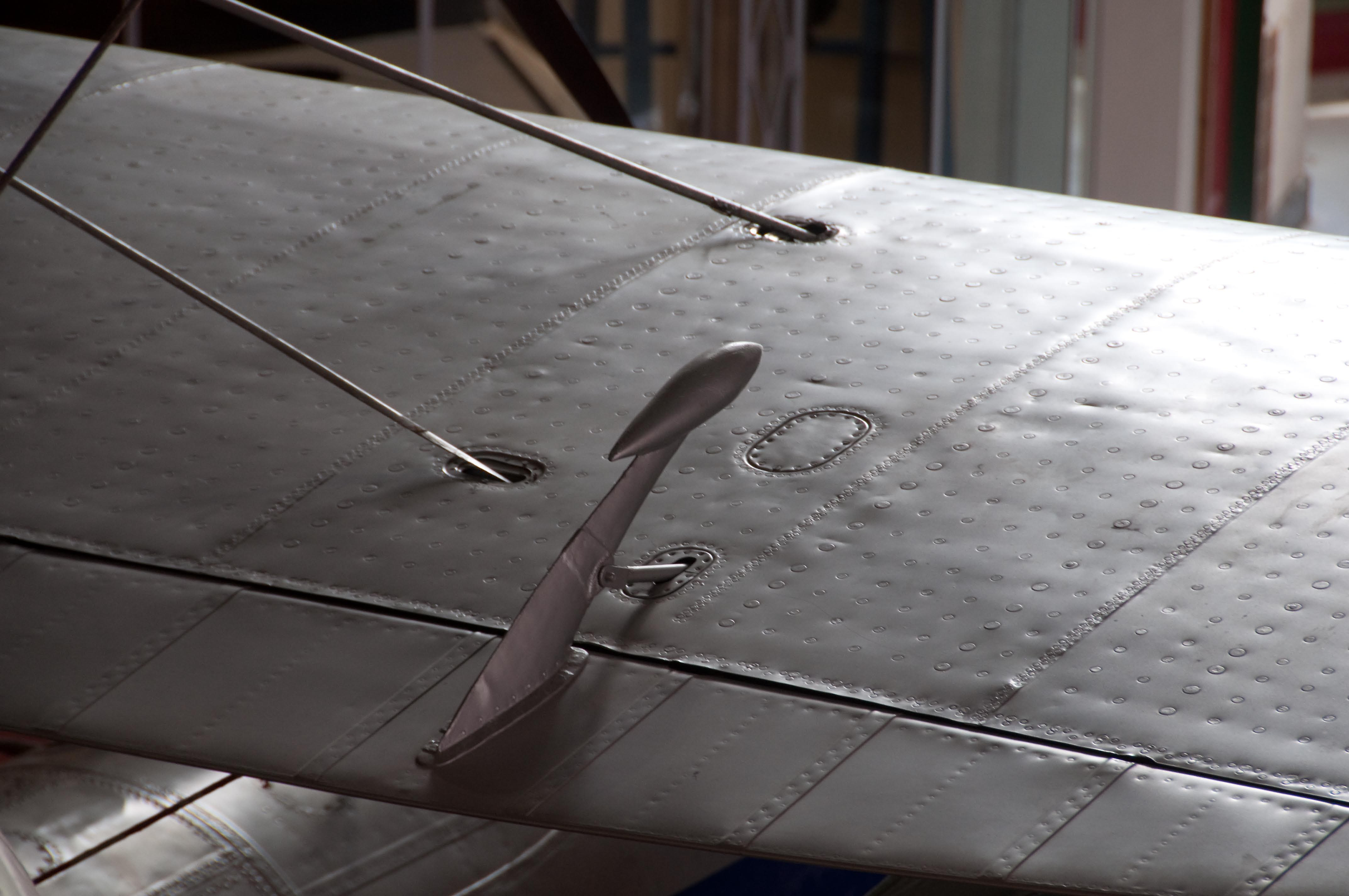
Poids d'équilibrage des ailerons
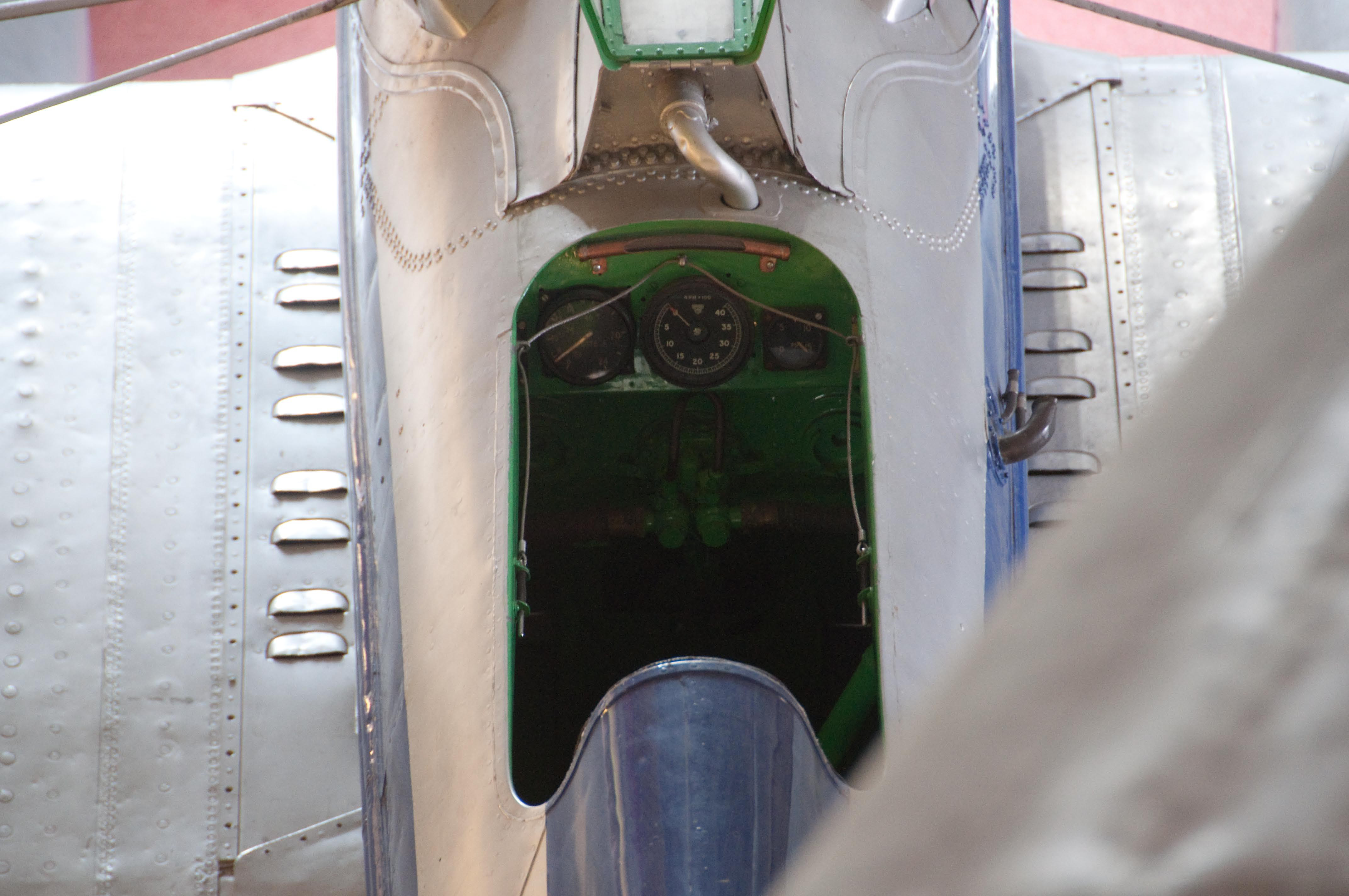
Cockpit vue de dessus
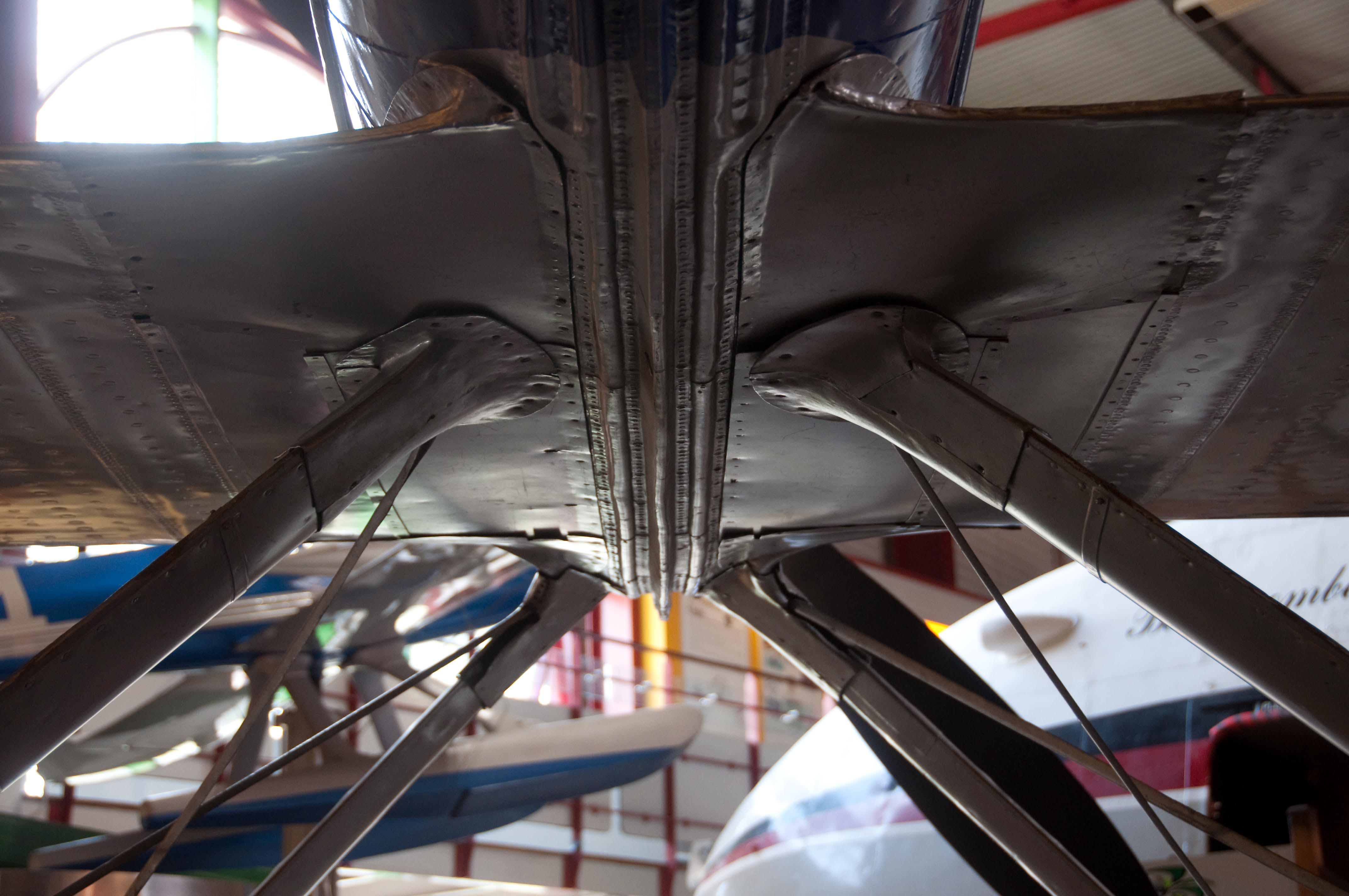
Les entretoises des flotteurs
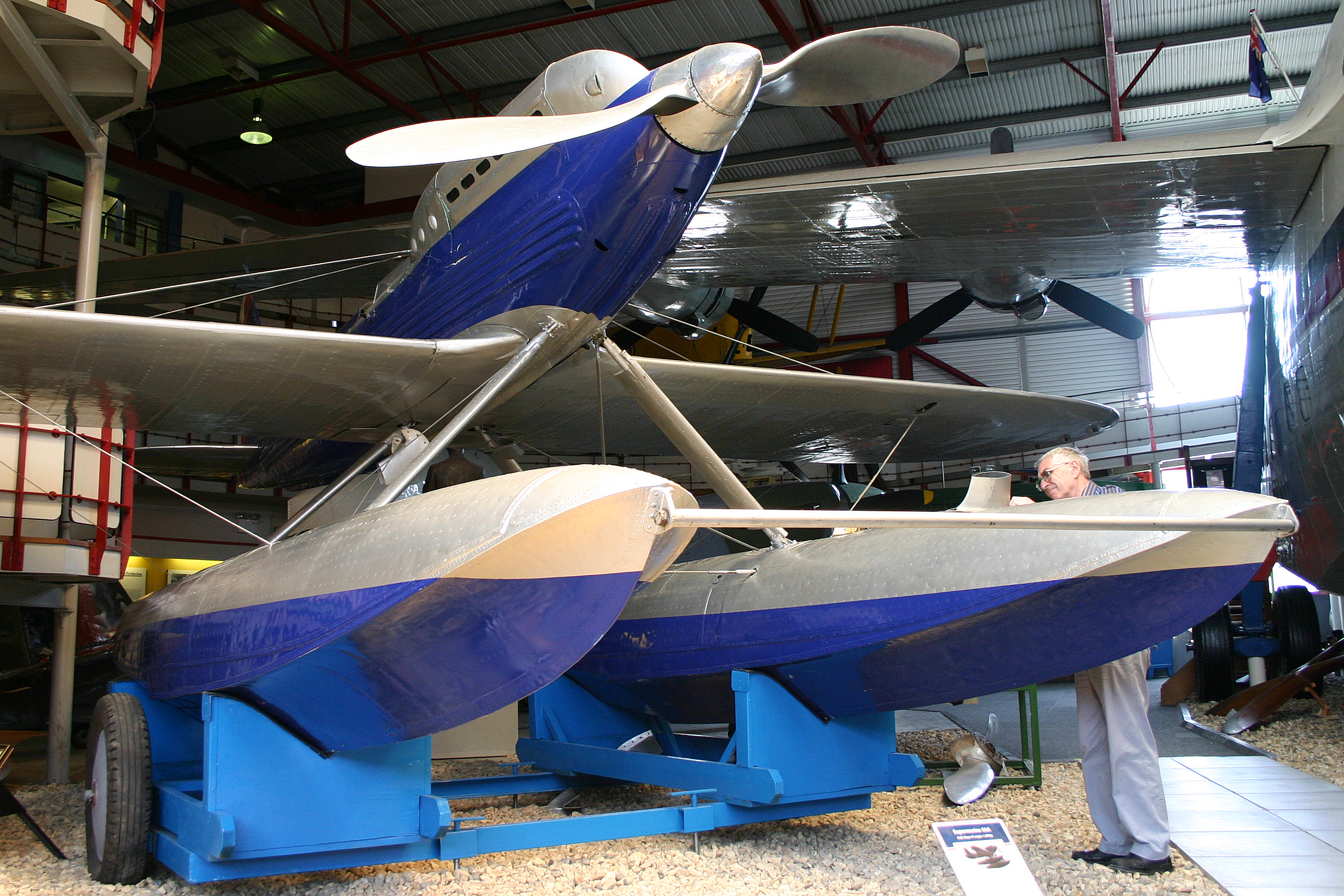
S.6A N248
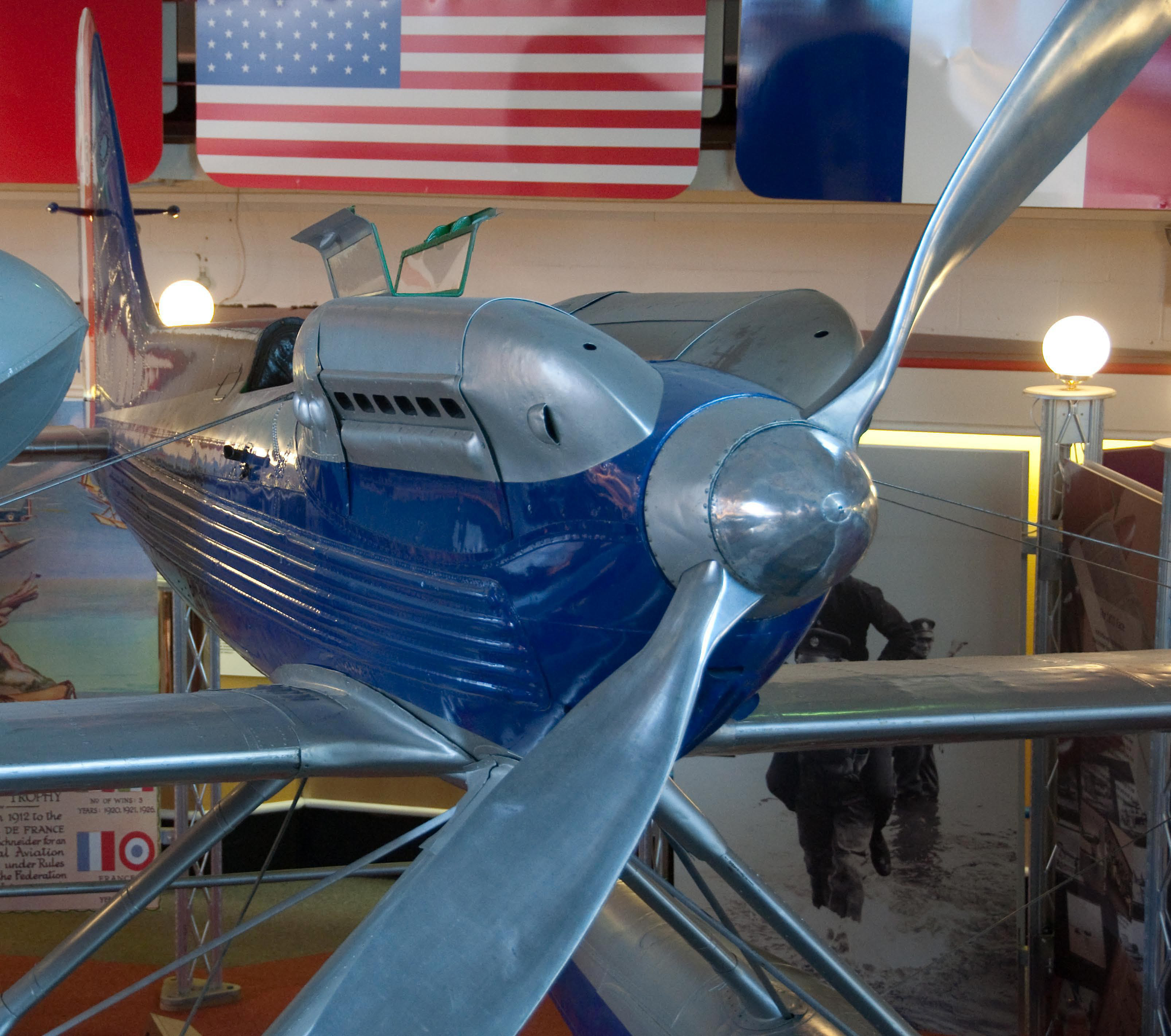
Vue avant de l'hélice bipale